# Taubenried

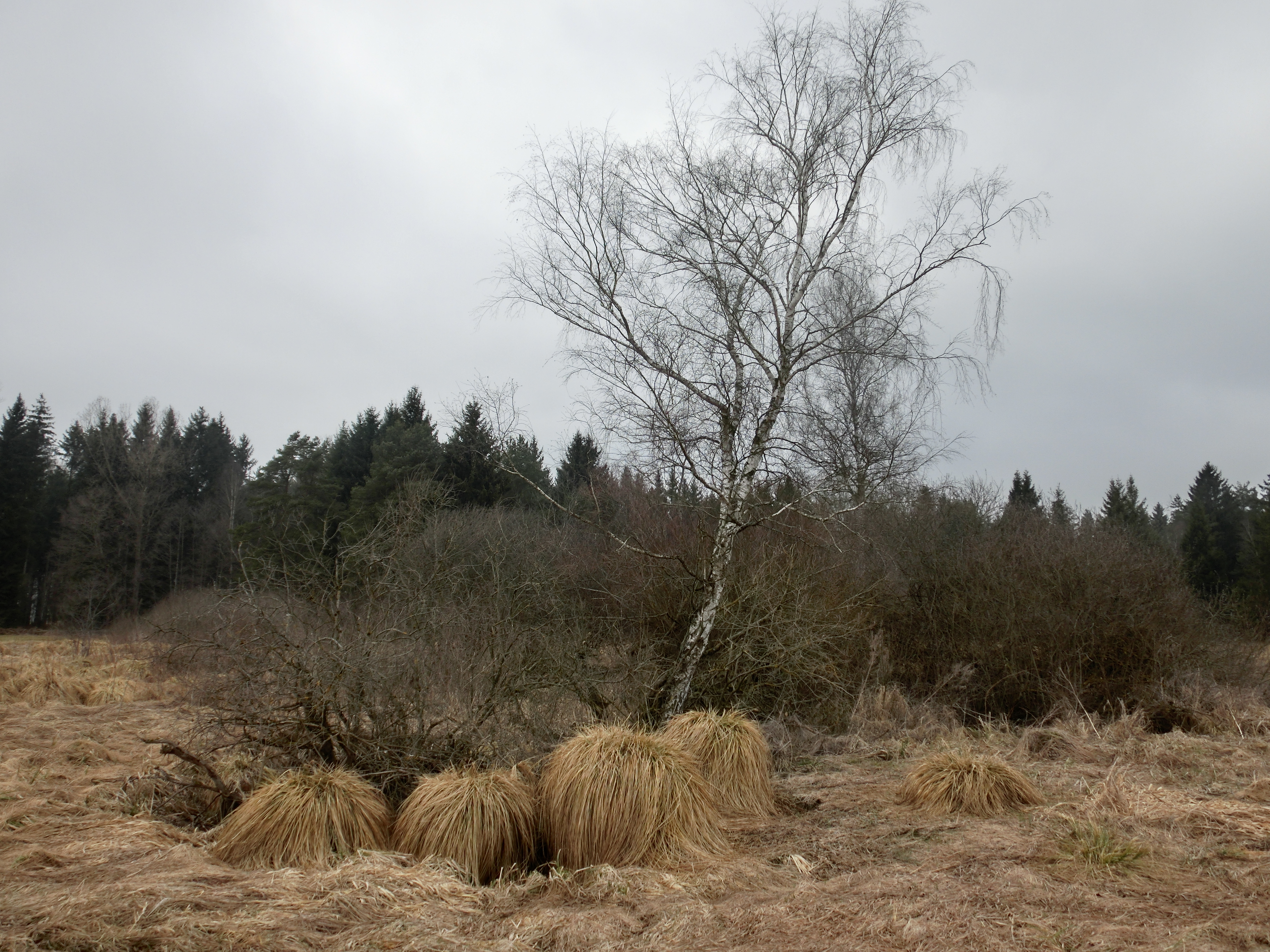
Im Taubenried (März 2015)

Das Taubenried ist ein mit Verordnungen vom 13. Dezember 1939 und 16. Februar 1998 ausgewiesenes Naturschutzgebiet (NSG-Nummer 4.288) und Landschaftsschutzgebiet (LSG-Nummer 4.37.041) im Gebiet der baden-württembergischen Gemeinde Ostrach und der Stadt Pfullendorf im Landkreis Sigmaringen in Deutschland.

## Lage
Das rund 192 Hektar große Schutzgebiet Taubenried (NSG: 126,3 Hektar; LSG: 65,4 Hektar) gehört naturräumlich zu den Donau-Ablach-Platten.
Es liegt 6,3 Kilometer südwestlich der Ostracher Ortsmitte, westlich des Teilortes Kalkreute, und 3,6 Kilometer nordöstlich der Pfullendorfer Stadtmitte, auf einer Höhe von 639 m ü. NN, nördlich der Bahnstrecke Altshausen–Schwackenreute.
Vom Naturschutzgebiet entfallen 81,14 Prozent der Fläche (= 110,74 Hektar) auf Ostracher, 18,86 Prozent (= 25,75 Hektar) auf Pfullendorfer Gemeindegebiet.
Das Schutzgebiet umfasst Teile des Harbach- und des Andelsbachtals. Wegen seines ursprünglichen floristischen Reichtums und seiner Nähe zum Pfrunger-Burgweiler Ried mit dessen typischen Hochmoorgesellschaften ist es von besonderem pflanzengeographischen und historischen Interesse.

Bei dem Moor handelt es sich um ein typisches Versumpfungsmoor: Hier verursachte eiszeitliches Bodenfließen große Rutschungen, die mit ihren Erdmassen den Andelsbach zu einem See aufstauten. Nach dem Abschmelzen der Gletscher lief dieser See wieder aus, nun speisten Quellen das Gelände mit so viel Wasser, dass es nach und nach versumpfte. Aufgrund massiver menschlicher Eingriffe ist heute nur noch an wenigen Stellen die natürliche und weitgehend ursprüngliche Vegetationsgliederung erkennbar: zum Beispiel der Flachmoorverband der Braunseggengesellschaft, der im Wesentlichen durch die den Zwischenmooren sehr nahestehende nordische Gesellschaft der Fadensegge vertreten ist.

## Schutzzweck
Wesentlicher Schutzzweck des Naturschutzgebiets ist die Erhaltung und Optimierung des vielfältigen, durch verschiedenste Vegetationstypen gekennzeichneten Riedes als Lebensraum und Rückzugsgebiet für zahlreiche Tier‑ und Pflanzenarten.
Besonders schutzwürdig sind die Zwischenmoor- und Braunseggensumpfbereiche, Sukzessionswälder (stufige Waldbestände mit hohem Laubholzanteil, entstanden aus natürlicher Sukzession nach Torfabbau oder auf ehemaligen Streuwiesen), Feuchtgebüsche auf dauernassen Standorten, das Kriechweiden‑Strauchbirken‑Sukzessionsgebüsch, Seggenrieder, Röhrichtgesellschaften, Hochstaudenfluren, Kohldistelwiesen und Pfeifengraswiesen, offene Torfstiche, Wasserflächen, Gräben sowie deren Verlandungsvegetation.
Zu deren Schutz gilt es weitere Aufforstungen sowie die Umwandlung von Laubholzbeständen in Nadelwald zu verhindern, einen möglichst hohen Wasserstand zu erhalten sowie einen zu großen Nährstoff- und Pestizideintrag zu verhindern.

Schutzzweck ist außerdem die Verbesserung der ökologischen Situation als auch die Erhaltung des Torfkörpers als erdgeschichtliches Dokument sowie die Erhaltung der Schönheit und Eigenart der Landschaft.
Schutzzweck des Landschaftsschutzgebietes ist die Erhaltung der mit dem Naturschutzgebiet naturräumlich und entstehungsgeschichtlich zusammenhängenden Grünlandflächen auf Moorboden als Teil des Lebensraumes von im Gesamtgebiet beheimateten Pflanzen‑ und Tierarten. Das Landschaftsschutzgebiet soll als Pufferzone dienen, um nachteilige Einflüsse auf das Naturschutzgebiet durch störende, den Naturhaushalt oder das Landschaftsbild des Moores beeinträchtigende Veränderungen zu vermeiden. Es soll außerdem zum Schutz der offenen Landschaft von besonderer Schönheit und Eigenart, zur Sicherung des Landschaftsbildes und der Erholungsfunktion dienen.

### Partnerschutzgebiete
Das Taubenried ist Teil des FFH-Gebiets „Riede und Gewässer bei Mengen und Pfullendorf“.

## Flora und Fauna
Trotz der menschlichen Eingriffe konnte sich im Taubenried manche botanische Rarität halten, und auch die Tierwelt weist hier noch immer ein breites Spektrum von Arten auf: 47 verschiedene Vogel-, rund 40 Tagfalter-, 18 Wildbienen-, 16 Heuschrecken- und sechs Libellenarten wurden bislang in diesem wertvollen Lebensraum nachgewiesen.

### Flora
Folgende Pflanzenarten (Auswahl), nach Familien sortiert, sind im Taubenried erfasst:
- Bärlappgewächse
  - Sprossender Bärlapp (Lycopodium annotinum), auch Wald-Bärlapp oder Schlangen-Bärlapp genannt
- Birkengewächse
  - Strauch-Birke (Betula humilis), auch Niedrige Birke genannt
- Hahnenfußgewächse
  - Blauer Eisenhut (Aconitum napellus)
- Lippenblütler
  - Gundermann (Glechoma hederacea), auch Echt-Gundelrebe genannt
- Primelgewächse
  - Mehlprimel (Primula farinosa), auch Mehlige Schlüsselblume genannt
- Raublattgewächse
  - Sumpf-Vergissmeinnicht (Myosotis scorpioides, Syn.: Myosotis palustris)
- Rosengewächse
  - Bach-Nelkenwurz (Geum rivale)
- Sauergrasgewächse
  - Breitblättriges Wollgras (Eriophorum latifolium)
- Sommerwurzgewächse
  - Distel-Sommerwurz (Orobanche reticulata)
- Sonnentaugewächse
  - Rundblättriger Sonnentau (Drosera rotundifolia)
- Sperrkrautgewächse
  - Blaue Himmelsleiter (Polemonium caeruleum)
- Wasserschlauchgewächse
  - Kleiner Wasserschlauch (Utricularia minor)

### Fauna
Folgende Tierarten (Auswahl), nach Klassen, Ordnungen und Familien sortiert, sind im Taubenried erfasst:
Insekten
- Hautflügler
  - Echte Bienen
    - Berglandhummel (Bombus monticola)
    - Veränderliche Hummel (Bombus humilis)
- Kurzfühlerschrecken
  - Feldheuschrecken
    - Heidegrashüpfer (Stenobothrus lineatus)
    - Sumpfschrecke (Stethophyma grossum, Syn. Mecostethus grossus)
- Schmetterlinge
  - Bläulinge
    - Brauner Feuerfalter (Lycaena tityrus)
    - Dunkler Wiesenknopf-Ameisenbläuling (Phengaris nausithous)
    - Geißklee-Bläuling (Plebejus argus)
    - Storchschnabel-Bläuling oder Schwarzbrauner Bläuling (Aricia eumedon)

  - Edelfalter
    - Baldrian-Scheckenfalter oder Silberscheckenfalter (Melitaea diamina)
    - Braunfleckiger Perlmuttfalter (Boloria selene)
    - Großer Fuchs (Nymphalis polychloros)
    - Großer Schillerfalter (Apatura iris)
    - Kleiner Perlmuttfalter (Issoria lathonia, Syn. Argynnis lathonia)
    - Kleiner Schillerfalter (Apatura ilia)
    - Mädesüß-Perlmuttfalter oder Violetter Silberfalter (Brenthis ino)
    - Randring-Perlmuttfalter (Boloria eunomia)
    - Tagpfauenauge (Aglais io; Syn.: Inachis io, Nymphalis io)

  - Ritterfalter
    - Schwalbenschwanz (Papilio machaon)

Vögel
- Sperlingsvögel
  - Würger
    - Neuntöter oder Rotrückenwürger (Lanius collurio)

## Rundweg
Ein etwa vier Kilometer langer Rundweg führt zu den verschiedenen Lebensräumen innerhalb des Rieds: dem Übergangsmoor, dem Fichten-Moorwald und dem Rispenseggen-Ried.